# ای جی آبرامز
ای جی آبرامز (انگلیسی: A. J. Abrams؛ زادهٔ ۱۶ اکتبر ۱۹۸۶) بازیکن بسکتبال اهل ایالات متحده آمریکا است.